# Biolistica

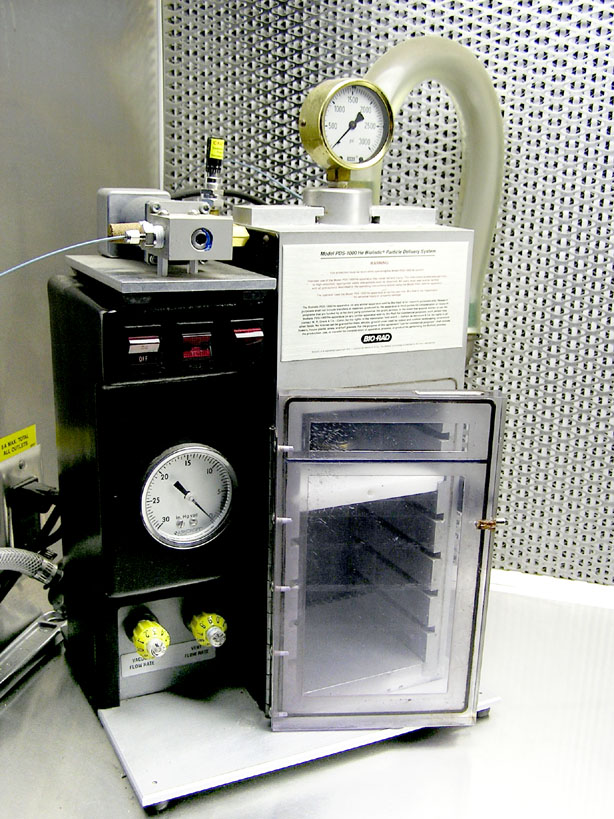
Gene Gun

La biolistica (in inglese biological ballistic da cui biolistic)  è un metodo per introdurre DNA estraneo in una cellula, con l'obiettivo di creare organismi transgenici. È il metodo di trasferimento diretto più utilizzato per trasformare cellule vegetali delle piante monocotiledoni.
La biolistica è stata inventata da John C. Sanford, Ed Wolf e Nelson Allen alla Cornell University, e da Ted Klein della DuPont, tra il 1983 e il 1986. 
La biolistica consiste nello sparare, tramite cannoncino ad aria compressa, microproiettili, ricoperti di DNA, all'interno del genoma della cellula vegetale . Il DNA da inserire viene applicato direttamente sulla superficie di piccole sfere di metalli inerti come oro, iridio o tungsteno. Le sferette cariche di DNA incluse in un proiettile vengono sparate sulle cellule da trasformare e penetrano all'interno del nucleo attraversando le pareti cellulari.

## Applicazioni
La biolistica è usata per lo più con cellule delle piante monocotiledoni. Sebbene ci sia del potenziale anche per l'uso umano e per gli animali.

### Piante
L'obiettivo della biolistica è spesso il callo di cellule indifferenziate delle piante o di un gruppo di embrioni ancora immaturi cresciuti in gel in una Piastra di Petri.

### Animali ed esseri umani
Viene usata anche per i vaccini a DNA
L'inserimento di plasmidi nei neuroni di topo attraverso la biolistica, in particolare neuroni DRG, viene anche usato come precursore farmacologico per studiare gli effetti di malattie neurogenerative.
La biolistica è diventato un metodo comune anche per etichettare sottoinsiemi di cellule in un tessuto coltivato